# باو ان

Highway leading south out of Bao’an and into the Special Economic Zone.

باو ان (به لاتین: Bao'an District) یک سکونتگاه مسکونی در جمهوری خلق چین است که در شنژن واقع شده‌است.

## خصوصیات
باو ان ۳۹۲٫۱۴ کیلومترمربع مساحت و ۲٬۷۳۶٬۵۰۰ نفر جمعیت دارد.